# Тай-Маништы
Тай-Маништы (на картах Тайманишты) — река в России, протекает по Абзелиловскому району Башкортостана. Исток — в Башкирском заповеднике. Устье реки находится в 136 км по правому берегу реки Большой Кизил. Длина реки составляет 11 км. Приток — Яйкты.

## Данные водного реестра
По данным государственного водного реестра России относится к Уральскому бассейновому округу, водохозяйственный участок реки — Урал от Магнитогорского гидроузла до Ириклинского гидроузла. Речной бассейн реки — Урал (российская часть бассейна).
Код объекта в государственном водном реестре — 12010000312112200002028.

## Карта
- Лист карты N-40-93 Бурангулово. Масштаб: 1 : 100 000. Издание 1979 г.